# Barajas (stacja metra)
Barajas – stacja metra w Madrycie, na linii 8. Znajduje się w dzielnicy Barajas, w Madrycie i zlokalizowana jest pomiędzy stacjami Aeropuerto T1-T2-T3 i Aeropuerto T4. Została otwarta 7 września 1999.